# Мартін Ерлич
Мартін Ерлич (хорв. Martin Erlić, нар. 24 січня 1998, Задар) — хорватський футболіст, захисник італійського клубу «Болонья».
Виступав, зокрема, за клуби «Зюйдтіроль», «Спеція» та «Сассуоло», а також національну збірну Хорватії.

## Клубна кар'єра
Народився 24 січня 1998 року в місті Задар. Вихованець юнацьких команд футбольних клубів «Динамо» (Загреб), «Рієка», «Парма» та «Сассуоло».
У дорослому футболі дебютував 2017 року виступами за команду «Зюйдтіроль», у якій провів один сезон, взявши участь у 26 матчах чемпіонату. Більшість часу, проведеного у складі «Зюйдтіроля», був основним гравцем захисту команди.
Своєю грою за цю команду привернув увагу представників тренерського штабу клубу «Спеція», до складу якого приєднався 2018 року. Відіграв за клуб з Ла-Спеції наступні чотири сезони своєї ігрової кар'єри.
До складу клубу «Сассуоло» приєднався 2022 року. Станом на 17 вересня 2022 року відіграв за команду із Сассуоло 4 матчі в національному чемпіонаті.

## Виступи за збірні
У 2015 році дебютував у складі юнацької збірної Хорватії (U-17), загалом на юнацькому рівні взяв участь у 25 іграх, відзначившись одним забитим голом.
Протягом 2020–2021 років залучався до складу молодіжної збірної Хорватії. На молодіжному рівні зіграв у 6 офіційних матчах.
У 2022 році дебютував в офіційних матчах у складі національної збірної Хорватії.
У складі збірної — учасник чемпіонату світу 2022 року у Катарі.

## Статистика виступів

### Статистика клубних виступів
| Сезон              | Команда            | Чемпіонат          | Чемпіонат | Чемпіонат | Національний кубок | Національний кубок | Національний кубок | Континентальні кубки | Континентальні кубки | Континентальні кубки | Інші змагання | Інші змагання | Інші змагання | Усього | Усього |
| Сезон              | Команда            | Ліга               | Ігор      | Голів     | Ліга               | Ігор               | Голів              | Ліга                 | Ігор                 | Голів                | Ліга          | Ігор          | Голів         | Ігор   | Голів  |
| ------------------ | ------------------ | ------------------ | --------- | --------- | ------------------ | ------------------ | ------------------ | -------------------- | -------------------- | -------------------- | ------------- | ------------- | ------------- | ------ | ------ |
| 2017–18            | «Зюйдтіроль»       | C                  | 26+4      | 1         | КІ                 | 0                  | 0                  | -                    | -                    | -                    | -             | -             | -             | 30     | 1      |
| 2018–19            | «Спеція»           | B                  | 0         | 0         | КІ                 | 1                  | 0                  | -                    | -                    | -                    | -             | -             | -             | 1      | 0      |
| 2019–20            | «Спеція»           | B                  | 23+4      | 0         | КІ                 | 0                  | 0                  | -                    | -                    | -                    | -             | -             | -             | 27     | 0      |
| 2020–21            | «Спеція»           | A                  | 27        | 3         | КІ                 | 1                  | 0                  | -                    | -                    | -                    | -             | -             | -             | 28     | 3      |
| 2021–22            | «Спеція»           | A                  | 30        | 2         | КІ                 | 2                  | 1                  | -                    | -                    | -                    | -             | -             | -             | 32     | 3      |
| Усього за «Спеція» | Усього за «Спеція» | Усього за «Спеція» | 80+4      | 5         |                    | 4                  | 1                  |                      |                      |                      |               |               |               | 88     | 6      |
| 2022–23            | «Сассуоло»         | A                  | 4         | 0         | КІ                 | 0                  | 0                  | -                    | -                    | -                    | -             | -             | -             | 4      | 0      |
| Усього за кар'єру  | Усього за кар'єру  | Усього за кар'єру  | 110+8     | 6         |                    | 4                  | 1                  |                      |                      |                      |               |               |               | 122    | 7      |

### Статистика виступів за збірну
| Дата      | Місто      | Господарі | Результат | Гості    | Турнір                               | Голи | Примітки |
| --------- | ---------- | --------- | --------- | -------- | ------------------------------------ | ---- | -------- |
| 6-6-2022  | Спліт      | Хорватія  | 1 – 1     | Франція  | Ліга націй УЄФА 2022-2023 - 1-й етап | -    |          |
| 10-6-2022 | Копенгаген | Данія     | 0 – 1     | Хорватія | Ліга націй УЄФА 2022-2023 - 1-й етап | -    |          |
| 13-6-2022 | Сен-Дені   | Франція   | 0 – 1     | Хорватія | Ліга націй УЄФА 2022-2023 - 1-й етап | -    |          |
| Усього    |            | Матчів    | 3         |          | Голів                                | 0    |          |

| Дата       | Місто            | Господарі  | Результат | Гості      | Турнір                             | Голи | Примітки |
| ---------- | ---------------- | ---------- | --------- | ---------- | ---------------------------------- | ---- | -------- |
| 3-9-2020   | Вараждин         | Хорватія   | 5 – 0     | Греція     | Кваліфікація молодіжного Євро-2021 | -    |          |
| 7-9-2020   | Прага            | Чехія      | 0 – 0     | Хорватія   | Кваліфікація молодіжного Євро-2021 | -    |          |
| 8-10-2020  | Загреб           | Хорватія   | 10 – 0    | Сан-Марино | Кваліфікація молодіжного Євро-2021 | -    |          |
| 13-10-2020 | Афіна            | Греція     | 0 – 1     | Хорватія   | Кваліфікація молодіжного Євро-2021 | -    |          |
| 25-3-2021  | Копер (Словенія) | Португалія | 1 – 0     | Хорватія   | Молодіжне Євро-2021 - 1-й етап     | -    |          |
| 28-3-2021  | Копер (Словенія) | Хорватія   | 3 – 2     | Швейцарія  | Молодіжне Євро-2021 - 1-й етап     | -    | 25'      |
| Усього     |                  | Матчів     | 6         |            | Голів                              | 0    |          |

## Титули і досягнення
- Володар Кубка Італії (1):

«Болонья»: 2024-25
Збірні
- Бронзовий призер чемпіонату світу: 2022